# Nasiriya
Nasiriya (en árabe: ٱلنَّاصِرِيَّة‎, romanizado: al-Nasiriyah, an-Nāṣiriyya o An Nāşirīyah, [ænnɑːsˤɪˈrɪjjæ]) es una ciudad de Irak. Situada a orillas del río Éufrates, cerca de 330 km al sureste de Bagdad. Capital de la gobernación de Di Car.
La mayoría de la población de Nasiriya es chiita musulmana. El museo de la ciudad tiene una gran colección de objetos sumerios, asirios, babilonios y abasíes. Cerca se localizan las ruinas de las antiguas ciudades de Ur y Larsa.
El Zigurat de Ur-Nammu, cerca de Nasiriya, era un zigurat de la ciudad Mesopotámica de Ur.

## Demografía
| Gráfica de evolución de Nasiriya entre 1987 y 2012 |
|                                                    |

## Clima
| Parámetros climáticos promedio de An Nasiriyah (1976-2008) | Parámetros climáticos promedio de An Nasiriyah (1976-2008) | Parámetros climáticos promedio de An Nasiriyah (1976-2008) | Parámetros climáticos promedio de An Nasiriyah (1976-2008) | Parámetros climáticos promedio de An Nasiriyah (1976-2008) | Parámetros climáticos promedio de An Nasiriyah (1976-2008) | Parámetros climáticos promedio de An Nasiriyah (1976-2008) | Parámetros climáticos promedio de An Nasiriyah (1976-2008) | Parámetros climáticos promedio de An Nasiriyah (1976-2008) | Parámetros climáticos promedio de An Nasiriyah (1976-2008) | Parámetros climáticos promedio de An Nasiriyah (1976-2008) | Parámetros climáticos promedio de An Nasiriyah (1976-2008) | Parámetros climáticos promedio de An Nasiriyah (1976-2008) | Parámetros climáticos promedio de An Nasiriyah (1976-2008) |
| Mes                                                        | Ene.                                                       | Feb.                                                       | Mar.                                                       | Abr.                                                       | May.                                                       | Jun.                                                       | Jul.                                                       | Ago.                                                       | Sep.                                                       | Oct.                                                       | Nov.                                                       | Dic.                                                       | Anual                                                      |
| ---------------------------------------------------------- | ---------------------------------------------------------- | ---------------------------------------------------------- | ---------------------------------------------------------- | ---------------------------------------------------------- | ---------------------------------------------------------- | ---------------------------------------------------------- | ---------------------------------------------------------- | ---------------------------------------------------------- | ---------------------------------------------------------- | ---------------------------------------------------------- | ---------------------------------------------------------- | ---------------------------------------------------------- | ---------------------------------------------------------- |
| Temp. máx. media (°C)                                      | 17.1                                                       | 20.2                                                       | 25.4                                                       | 31.8                                                       | 38.6                                                       | 42.7                                                       | 44.8                                                       | 44.8                                                       | 42                                                         | 35.4                                                       | 25.9                                                       | 19.1                                                       | 32.3                                                       |
| Temp. mín. media (°C)                                      | 6.2                                                        | 8.1                                                        | 12.4                                                       | 18.4                                                       | 23.5                                                       | 26.3                                                       | 28.1                                                       | 27.4                                                       | 24.2                                                       | 19.2                                                       | 12.5                                                       | 7.7                                                        | 17.8                                                       |
| Precipitación total (mm)                                   | 27.4                                                       | 18.1                                                       | 20.9                                                       | 13.3                                                       | 4.3                                                        | 0.2                                                        | 0.0                                                        | 0.0                                                        | 0.7                                                        | 6.3                                                        | 14.0                                                       | 22.5                                                       | 127.7                                                      |
| Fuente: World Meteorological Organization (UN)             |                                                            |                                                            |                                                            |                                                            |                                                            |                                                            |                                                            |                                                            |                                                            |                                                            |                                                            |                                                            |                                                            |